# Wilaya d'Aïn Témouchent
La wilaya d'Aïn Témouchent (en arabe : ولاية عين تموشنت; berbère : ⴰⴳⵣⴷⵓ ⵏ ⵜⴰⵍⴰ ⵏ ⵜⵓⵛⵛⴻⵏⵜ) située à l'ouest de l'Algérie entre les wilayas d'Oran, Tlemcen et Sidi Bel Abbès, est une collectivité publique territoriale et une circonscription administrative de l'État algérien dont le chef-lieu est la ville d'Aïn Témouchent. Elle est créée par une loi du 4 février 1984. La superficie de la wilaya est d'environ 2 377 km2.

## Géographie

### Localisation
La wilaya d'Aïn Témouchent est située en Oranie, et limitée à l'est par la wilaya d'Oran, au sud-est par la wilaya de Sidi-Bel-Abbès, au sud-ouest par celle de Tlemcen, et au nord-ouest par la mer Méditerranée qui la borde sur une distance de 80 km environ.
|                   | Mer Méditerranée        | Wilaya d'Oran            |
| Mer Méditerranée  | wilaya d'Aïn Témouchent | Wilaya d'Oran            |
| Wilaya de Tlemcen |                         | Wilaya de Sidi Bel Abbès |

### Daïras
1. Aïn El Arbaa
2. Ain Kihal
3. Aïn Témouchent
4. Beni Saf
5. El Amria
6. El Malah
7. Hammam Bou Hadjar
8. Oulhaça El Gheraba

Daïras

La wilaya de Aïn Témouchent compte huit daïras :
- Aïn El Arbaa (4 communes: Aïn El Arbaa, Tamzoura, Sidi Boumedienne, Oued Sebbah)
- Ain Kihal (4 communes: Aïn Kihal, Aghlal, Aïn Tolba, Aoubellil)
- Aïn Témouchent (2 communes: Aïn Témouchent, Sidi Ben Adda)
- Beni Saf (3 communes: Beni Saf, Sidi Safi, El Emir Abdelkader)
- El Amria (5 communes: El Amria, Bouzedjar, Ouled Boudjemaa, M'Said, Hassi El Ghella)
- El Malah (4 communes: El Malah, Terga, Chaabat El Leham, Ouled Kihal)
- Hammam Bou Hadjar (4 communes: Hammam Bou Hadjar, Oued Berkeche, Chentouf, Hassasna)
- Oulhaça El Gheraba (2 communes: Oulhaça El Gheraba, Sidi Ouriache)

### Communes

Communes

La wilaya de Aïn Témouchent compte 28 communes.

## Organisation de la Wilaya

### Walis
Le poste de wali de la wilaya de Aïn Témouchent a été occupé par plusieurs personnalités politiques nationales depuis sa création en 1984.
| N° | Wali                   | Début             | Fin               |
| -- | ---------------------- | ----------------- | ----------------- |
| 1  | Ali Saâd               | 4 avril 1984      |                   |
| 2  | Khélifa Bendjedid      |                   | 29 juillet 1990   |
| 3  | Nasreddine Akkache     | 29 juillet 1990   | 21 août 1991      |
| 4  | Nacer Sedraoui         | 21 août 1991      | 30 juin 1994      |
| 5  | Brahim Boubrit         | 30 juin 1994      | 22 août 1999      |
| 6  | Abdelmadjid Mezaâche   | 22 août 1999      | 16 août 2001      |
| 7  | Hocine Mazouz          | 16 août 2001      | 12 mars 2006      |
| 8  | Mohamed Bouderbali     | 12 mars 2006      | 30 septembre 2010 |
| 9  | Nouria Yamina Zerhouni | 30 septembre 2010 | 5 mai 2014        |
| 10 | Ahmed Touhami Hammou   | 22 juillet 2015   | 13 juillet 2017   |
| 11 | Labiba Ruinez          | 13 juillet 2017   | 31 août 2020      |
| 12 | Amhamed Moumen         | 31 août 2020      | 5 novembre 2024   |
| 13 | Mabrouk Ould Abdennebi | 5 novembre 2024   | en cours          |

## Population
La population est estimée à 384565 habitants, au 31 décembre 2010.

### Pyramide des âges
Après une diminution sensible des naissances à partir de 1985, la tendance s'inverse depuis 2005[réf. nécessaire].
| Hommes | Classe d’âge | Femmes |
| ------ | ------------ | ------ |
| 177    | Âge ND       | 159    |
| 618    | 85 et +      | 957    |
| 1 059  | 80-84        | 1 245  |
| 1 921  | 75-79        | 2 300  |
| 3 286  | 70-74        | 3 407  |
| 4 112  | 65-69        | 4 158  |
| 4 788  | 60-64        | 4 861  |
| 7 154  | 55-59        | 6 641  |
| 8 862  | 50-54        | 8 444  |
| 10 377 | 45-49        | 9 985  |
| 13 035 | 40-44        | 13 035 |
| 14 625 | 35-39        | 14 407 |
| 16 542 | 30-34        | 16 226 |
| 18 482 | 25-29        | 18 083 |
| 17 830 | 20-24        | 17 205 |
| 16 284 | 15-19        | 16 018 |
| 15 716 | 10-14        | 15 252 |
| 14 738 | 5-9          | 14 072 |
| 17 996 | 0-4          | 17 181 |

## Ressources hydriques

### Barrages
Cette wilaya comprend les barrages suivants:
- Barrage d'Oued Berkèche[13].

Ces barrages font partie des 65 barrages opérationnels en Algérie alors que 30 autres sont en cours de réalisation en 2015.

## Santé
- Hôpital Dr Benaouda Benzerdjeb.
- Hôpital Ahmed Medeghri.
- Hôpital de Béni Saf.

## Économie
La région est principalement à vocation agricole étant donné qu'elle dispose de grandes superficies de terres arables. La surface agricole totale (S.A.T) est de 203 582 ha dont 180 184 ha représentent la surface agricole utile (S.A.U) soit 89 % de la S.A.T ; il y a trois unités d'aménagement :
- Les plaines intérieures avec 56 % de la S.A.U
- Les plateaux côtiers avec 14 % de la S.A.U
- Les zones de montagnes avec 30 % de la S.A.U

L'occupation du sol est répartie entre les céréales (75 % de la S.A.U), les légumes secs (6,5 % de la S.A.U), les fourrages (5,75 % de la S.A.U), les vignes (6 % de la S.A.U) et l'arboriculture (3 % de la S.A.U).
Le secteur public agricole compte 4 fermes pilotes, 1815 E.A.C (Exploitation Agricole Collective) et 985 E.A.I (Exploitation Agricole Individuelle) occupant 132 745 ha soit 65 % des terres agricoles ; pour le secteur privé, on dénombre 4827 propriétés privées pour 53 595 ha soit 26 % du total.
Ce secteur emploie plus de 19 000 personnes, soit 36 % de la population active.
Le vignoble qui occupait 60 000 hectares en 1962 s'est considérablement réduit après l'arrachage des vignes décidé dans les années 1970, ce qui a déséquilibré la vocation économique de la Wilaya; la culture des céréales que l'on a substituée au vignoble n'est jamais arrivée à faire vivre le fellah (paysan) avec les rendements, jugés dérisoires, ne dépassant guère les 15 quintaux à l'hectare sur une terre qui ne lui est pas adaptée.
Aujourd'hui, on assiste à la reconstitution d'un potentiel viticole, ceci pour répondre aux faibles précipitations et à la nature pédologique des sols; cette reconversion du vignoble, décidée par les services de la Wilaya (préfecture) n'a toujours pas donné de résultats probants, et la sécheresse chronique qui frappe la région (plus de deux décennies) provoque chaque année une baisse de la production. La pluviométrie a chuté de 460 à 300 millimètres en 20 ans.
Autre phénomène inquiétant, chaque année, de moins en moins de terres sont emblavées (c'est-à-dire ensemencées en blé ou en toute autre culture); les raisons en sont que la plupart des fellahs des secteurs publics et privés ont laissé leurs terres en jachère et que les engrais sont trop chers ou bien indisponibles. La sécheresse est aussi mise en cause. S'ajoutent à cela le non-respect et la non-maîtrise des techniques culturales par les fellahs déjà endettés auprès des banques. Enfin il a été enregistré l'apparition du jujubier sauvage qui a pris des proportions alarmantes dans la région de la M'leta.
Malgré tout, ce potentiel agricole offre de grandes possibilités s'il y avait une meilleure exploitation des cultures existantes, l'introduction de nouvelles cultures adaptées au climat de la région et la mobilisation des eaux superficielles pour la construction de petits barrages et retenues collinaires.
En ce qui concerne la pêche, celle-ci devrait être appelée à devenir plus présente dans l'activité économique de la Wilaya étant donné l'existence d'un potentiel halieutique considérable estimé à 45 000 tonnes par an sur les 2 260 km2 que forme la zone de pêche témouchentoise et d'une infrastructure portuaire composée de deux ports de pêche.
Le nombre de marins est estimé à 3500. Actuellement, la profession continue à travailler dans des conditions difficiles et avec des moyens traditionnels. Les difficultés invoquées par les armateurs sont nombreuses ; en particulier, le problème des pièces de rechange et la vétusté des équipements se posent avec acuité. À cause de ces problèmes, les navires pêchent dans une zone restreinte et par voie de conséquence surexploitée ; de plus, l'absence d'une station de communication au niveau des deux ports constitue un handicap important.
Afin que ce créneau puisse être porteur, ce secteur doit impérativement s'adapter aux nouvelles données économiques et aux avancées technologiques.

## Tourisme
Le tourisme de la région se caractérise essentiellement par une vocation balnéaire et thermale; En effet sa façade côtière longue de 80 km est un pôle touristique de dimension nationale et même internationale pour peu que des investissements et des aménagements adéquats soient réalisés. Dans cette optique, il a été procédé à l'identification et à la délimitation de sites touristiques potentiels: six (6) zones d'expansion touristique (Z.E.T) ont été identifiées; ce sont les zones de Rachgoun (commune d'Oulhaça El Gherraba), Sidi Djelloul (commune de Sidi Safi), Terga (commune de Terga), Sassel (commune de Ouled Boudjemâa), Sbiaat (commune de Messaid) et Bouzedjar (commune de Bouzedjar)
Plusieurs projets de complexes touristiques au niveau de ces zones ont été mis en chantier durant l'année 1999; sur les 3 projets retenus, un seul a été mis en service au niveau de la plage " La Marmite" (voir plus bas), les deux autres sont en cours de réalisation.
Les complexes touristiques opérationnels sont au nombre de deux ; il s'agit du complexe "Syphax" situé au niveau de la plage de Rachgoun : il est composé de 34 bungalows d'une capacité de 120 lits, d'un restaurant de 400 couverts, d'une aire de jeux... et du complexe "En Nabil" situé au niveau de la plage La Marmite (plage située à proximité de Beni Saf) : celui-ci a été réalisé à 70 %. Une fois les travaux achevés, il comprendra pas moins de 150 bungalows, une discothèque en plein air, une piscine, un centre commercial... 30 bungalows ont été mis en service durant la saison estivale 1999.
Il existe aussi 14 centres de vacances et 11 camps de toile sur les 15 plages autorisées à la baignade que compte la wilaya; le nombre d'estivants qui visitent ces plages est estimé entre 3 et 4 millions[réf. nécessaire] à chaque saison estivale.
En ce qui concerne le thermalisme, il existe des sources d'une haute valeur thérapeutique au niveau de la ville de Hammam Bouhadjar; un complexe comprenant des thermes (hammam), un centre de thalassothérapie pour les malades de rhumatisme, un hôtel de 30 chambres, 52 bungalows et un cinéma a été bâti au milieu des années 1970, mais devant la demande sans cesse croissante des touristes qui viennent de tous les coins de l'Algérie et spécialement de l'Ouest, de nouvelles structures doivent être réalisées pour augmenter la capacité d'accueil actuelle.
Concernant le secteur de l'hôtellerie, celui-ci commence tout juste à se développer; sur les cinq projets d'hôtels totalisant 540 lits, un hôtel a été livré en 1998; il s'agit de l'hôtel "Bel Air" à Ain Temouchent d'une capacité de 128 lits, les quatre autres restants accusaient à cette date un taux d'avancement de 70 %.
Parmi les hôtels déjà existants se trouvent l'hôtel du complexe de Hammam Bouhadjar qui possède trois étoiles et l'hôtel "Siga" de Beni Saf.
À l'embouchure de la Tafna, au lieu de Takembrit, se trouvent les ruines de l'antique Siga, qui aurait été, avant Cirta (Constantine), la capitale du roi massaesyle Syphax. D'autres cités antiques ont existé dans la wilaya, notamment à Aïn Témouchent (Albulae), Sidi-Djelloul (Camarata), Hammam Bou Hadjar (Dracones).